# Igreja de Ermelo
Igreja de Ermelo é um monumento de Ancede, na atual freguesia portuguesa de Ancede e Ribadouro, município de Baião.
Possui a mais antiga pedra de armas do Reino de Portugal, encontrando-se neste momento completamente abandonado e descuidado.[carece de fontes?]
Muitas são as histórias que gravitam em torno deste convento. Há quem afirme que, faltando a água, os religiosos tiveram de se mudar para o convento de Ancede. O convento continua a existir, embora já so reste praticamente a fachada, devido aos incêndios que consumiram o edifício.Numa das suas colunas góticas, resiste ainda uma das mais antigas pedras de armas da Monarquia Portuguesa, o brasão das Quinas,sustentado por Anjos. Só por esta razão, este edifício devia ser mais respeitado, e restaurado.[carece de fontes?]
Está classificada como Imóvel de Interesse Público desde 1955.